# Красный террор в Севастополе
Кра́сный терро́р в Севасто́поле — красный террор, проводившийся в Севастополе в 1917—1921 годах в периоды становления и господства Советской власти.
Историки отдельно выделяют два особенно кровавых периода красного террора: первый — зимой 1917—1918 годов в первые месяцы после Октябрьской революции, второй — с ноября 1920 по конец 1921 годов, после окончания Гражданской войны на Юге России.

## Расправы над офицерским составом (зима 1917—1918 годов)

### События декабря 1917 года
К концу 1917 года ситуация в Севастополе, как и во всей Российской Республике, всё более радикализировалась. Популярность набирали крайне левые партии, прежде всего большевики. Их пылкие и зачастую демагогические лозунги способствовали разжиганию классовой ненависти и пробуждению низких инстинктов толпы. И уже 28 октября (11 ноября) 1917 года газета эсеров «Революционный Севастополь» напечатала пугающий своей пророческой точностью комментарий:

…на митингах некоторые ораторы произносили речи о необходимости немедленно начать социальную революцию. Это было бы только смешно, если бы за этим не могли быть самые страшные последствия. Причины таких речей две. Одна: тот, кто говорит такую речь, не понимает о чём говорит… Вторая причина: тот, кто призывает начать социальную революцию, понимает значение слов «социальная революция», но совершенно не знает России. Человек с Луны… Тот, кто знает наш народ, тот никогда не станет звать сейчас к социальной революции. Чем могут кончиться такие призывы? Известно, чем. И уже вчера, под влиянием этих речей, в некоторых слоях народа, в городе и на Корабельной слободке говорилось о том, что надо устроить «Варфоломеевскую ночь», резать буржуев и т. д. А если такие социальные реформаторы по собственному усмотрению начнут «резать», то вы можете себе вообразить, во что выльется наша российская социальная революция…
Съезд экипажей кораблей и береговых команд Черноморского флота, проходивший в Севастополе 6 (19) ноября—19 ноября (2 декабря) 1917 года, принял решение о направлении на Дон вооружённых отрядов моряков для помощи местным советам в захвате власти и подавлении сопротивления «контрреволюции». Командование флота и офицерский состав выступали против этого. Эту позицию массы расценили как «контрреволюционную». С 15 (28) ноября 1917 года в Севастополе начались самочинные аресты офицеров.
Для того ль тебя носила

Я когда-то на руках,

Для того ль сияла сила

В голубых твоих глазах!

Вырос стройный и высокий,

Песни пел, мадеру пил,

К Анатолии далёкой

Миноносец свой водил.

На Малаховом кургане

Офицера расстреляли.

Без недели двадцать лет

Он глядел на белый свет.

1918
Анна Ахматова
из сборника «Белая стая»
Отряд из 2500 матросов под командованием А. В. Мокроусова, А. И. Толстова и С. Н. Степанова уже в пути был срочно переброшен на перехват движущихся на Дон из района Ставки Верховного главнокомандующего в Могилёве ударных подразделений бывшей Русской армии, с которыми вступил в упорные бои под Белгородом, разбив ударников, но и сами понеся потери. На Дону в боях с белоказаками атамана Каледина и добровольцами отряды черноморцев были разбиты. Вина за это была возложена на командование отряда — ещё под Тихорецкой матросы расстреляли лейтенанта А. М. Скаловского, одного из четырёх офицеров, которые входили в Черноморский революционный отряд.
10 (23) декабря 1917 года в Севастополь были доставлены тела 18 матросов (по другим данным — 60), убитых в столкновениях с ударниками, а через день в Севастополь вернулись и первые матросы из белгородского отряда. Похороны убитых матросов вылились в массовую демонстрацию, участники которой требовали «немедленного избиения офицеров…». Вскоре после похорон произошло первое убийство офицера — 12 (25) декабря 1917 года на борту эсминца «Фидониси», находившегося в море, кочегар Коваленко выстрелом в спину убил мичмана Скородинского, по одной версии сделавшего ему замечание за нерадивую службу, по другой — за негативную реплику о видной крымской большевичке Н. И. Островской. В тот же день в городе большевики организовали митинг с требованием немедленного переизбрания Севастопольского Совета (в Совете преобладали эсеры и меньшевики), из-за того, что тот осудил большевистский переворот в Петрограде и не поддержал лозунга «Вся власть Советам!», а отряд белгородских матросов ворвался на заседание Совета и потребовал от его членов в 24 часа очистить помещение, поскольку отряд не признаёт его авторитет и распоряжения. Фракция большевиков накануне объявила о выходе из состава Севастопольского Совета. Нагнетала обстановку и находившаяся в Севастополе делегация кронштадтских моряков. На митингах, проходивших на кораблях флота, принимались грозные резолюции: «Сметём всех явных и тайных контрреволюционеров…», «Ни одного револьвера, ни одной сабли у офицеров быть не должно…».
Похороны убитого мичмана Скородинского состоялись 14 (27) декабря 1917 года. За гробом через весь город следовала процессия примерно в тысячу морских и армейских офицеров, молчаливых, печальных, мрачных. У матросской массы, однако, эта смерть не вызвала сочувствия. Процессию сопровождали комментарии «Собаке собачья смерть», «Всем им скоро конец». Тогда же комиссар флота В. В. Роменец получил телеграмму от большевистского Совнаркома: «Действуйте со всей решительностью против врагов народа… Переговоры вождями контрреволюционного восстания безусловно запрещены». Резня офицеров, начавшаяся на следующий день, потрясла своей жестокостью весь Крым.
Поводом для начала расправы с офицерами стали призывы отомстить за суровые приговоры, выносившиеся военно-морскими судами в 1905 и 1912 годах в отношении матросов, принимавших участие в бунтах (в октябре 1912 года по делу о подготовке беспорядков во флоте морским судом 17 матросов приговорены к смертной казни, 106 — к каторжным работам на сроки от четырёх до восьми лет; 13 (26) ноября 1912 года был приведён в исполнение приговор военно-морского суда над одиннадцатью матросами, осуждёнными к смертной казни через расстрел за подстрекательство судовых команд к вооружённому восстанию). Было решено найти всех офицеров, принимавших участие в тех событиях, и убить их. На деле репрессии обрушились на всех морских и некоторую часть сухопутных офицеров.
15 (28) декабря 1917 года матросы эсминца «Гаджибей» по распоряжению комиссара Черноморского флота В. В. Роменца арестовали шестерых из семи офицеров своего экипажа (включая командира эсминца капитана II ранга В. М. Пышнова) как «контрреволюционеров» и отвели их в Севастопольскую тюрьму, желая сдать их «под арест». Тюремная администрация отказалась принять самочинных «арестантов». Тогда офицеров отвели на Малахов курган и всех расстреляли. В ту же ночь там же были расстреляны начальник штаба командующего флотом Чёрного моря контр-адмирал М. И. Каськов, главный командир Севастопольского порта вице-адмирал П. И. Новицкий, начальник школы юнг контр-адмирал А. И. Александров, председатель Севастопольского военно-морского суда генерал-лейтенант Ю. Э. Кетриц, капитаны I ранга И. С. Кузнецов (бывший командир линкора «Императрица Мария») и А. Ю. Свиньин (командир судна «Орион»), старший инженер-механик лейтенант Е. Г. Томасевич, трюмный инженер-механик подпоручик Н. А. Дыбенко, ревизор мичман Н. А. Иодковский. Так же со своими офицерами поступила команда эсминца «Фидониси» (в частности погиб минный офицер лейтенант П. Н. Кондрашин). Всего в те дни на Малаховом кургане нашли свою смерть тридцать два офицера (по другим данным — 23).
Среди офицеров эсминца «Зоркий» числился двадцатилетний мичман Виктор Го́ренко, младший брат Анны Ахматовой. В те дни его также посчитали убитым, ошибочно опознав его в иной жертве самосуда — также двадцатилетнем мичмане и его тёзке — Викторе Краузе, что нашло отражение в пронзительном стихотворении Ахматовой «Для того ль тебя носила…» Но её брат оказался жив — накануне ареста он покинул корабль и Севастополь, пешком уйдя в Бахчисарай, благодаря чему спасся.
В ту ночь охота на офицеров шла по всему городу, но особенно в районе Чесменской и Соборной улиц, на которых традиционно было расположено много квартир офицеров, а также на вокзале, откуда офицеры пытались вырваться из Севастополя. Очевидец событий вспоминал о событиях вечера 15 (28) декабря 1917 года:

Мы бросились на балкон и совершенно определённо убедились, что стрельба идёт во всех частях города…
 Вся небольшая вокзальная площадь была сплошь усеяна толпой матросов… слышались беспрерывные выстрелы, дикая ругань потрясала воздух, мелькали кулаки, штыки, приклады… Кто-то кричал: «пощадите, братцы, голубчики»… кто-то хрипел, кого-то били, по сторонам валялись трупы — словом, картина, освещённая вокзальными фонарями, была ужасна…
Севастопольский Совет раб. деп. умышленно бездействовал. Туда бежали люди, бежали известные революционеры, молили, просили, требовали помощи, прекращения убийств, одним словом Совета, но Совет безмолвствовал: им теперь фактически руководила некая Островская, вдохновительница убийств, да чувствовалась паника перед матросской вольницей.
И лишь на следующий день, когда замученные офицеры были на дне Южной бухты, Совет выразил «порицание» убийцам…
В ночь на 16 (29) декабря 1917 года по инициативе Центрофлота ЧФ был создан временный Военно-революционный комитет (ВРК) под председательством большевика И. Л. Сюсюкалова. Временный ВРК объявил Севастопольский Совет распущенным. Днём того же дня на объединённом заседании представителей команд и частей ЧФ, президиума исполкома Совета рабочих и военных депутатов, Центрофлота, революционных партий был избран Военно-революционный комитет, в который вошли 18 большевиков и двое левых эсеров. 18 (31) декабря 1917 года был избран новый Севастопольский Совет под председательством большевика Николая Пожарова. По одним данным, из 235 мест 87 досталось большевикам, левым эсерам — 86, меньшевикам и эсерам — 94. Оставшиеся места достались беспартийным депутатам, но почти все они тяготели к большевикам. По другим данным, места в Совете распределились следующим образом: 89 эсеров, 35 большевиков и сочувствующих, 6 меньшевиков, 6 польских социалистов, 50 беспартийных; в исполком Совета были избраны 11 большевиков, 3 левых эсера и 5 беспартийных. В числе убитых в те дни были командир минной бригады, капитан I ранга Ф. Д. Климов, капитан II ранга Н. С. Салов, командиры эсминцев «Живой» и «Пылкий» капитаны II ранга Н. Д. Каллистов (военно-морской историк и поэт-маринист) и В. И. Орлов, старший офицер крейсера "Прут" В. Е. Погорельский. После декабрьских событий многие флотские офицеры покинули Севастополь и бежали в Симферополь, Ялту и Евпаторию.
17 (30) декабря 1917 года Севастопольский комитет большевиков выпустил воззвание «Против самосудов!». В нём, в частности, говорилось: «Гнев народный начинает выходить из своих берегов… Партия большевиков решительно и резко осуждает самочинные расправы… Товарищи матросы! Вы знаете, что не у большевиков искать контрреволюционерам пощады и защиты. Но пусть их виновность будет доказана народным гласным судом… и тогда голос народа станет законом для всех». Но бессудные расправы продолжились — в ночь с 19 декабря (1 января) на 20 декабря 1917 года (2 января 1918 года) было убито ещё семь человек, содержащихся в арестантском доме, в том числе надворный советник доктор Владимир Куличенко и настоятель военной Свято-Митрофаниевской церкви на Корабельной стороне отец Афанасий (Чефранов), обвинённый в нарушении тайны исповеди арестованных матросов крейсера «Очаков». По другой версии священнослужитель был убит прямо в своём храме. Тело отца Афанасия так и не было найдено — вероятно, его просто сбросили в море. В эти же дни в Севастополе в собственном доме был задушен другой священнослужитель — отец Исаакий Попов.
В январе 1918 года в здании Морского собрания матросы устроили «революционный суд» над офицерами, который по сути дела явился не чем иным, как самосудом. Офицерам в большинстве случаев выносили необоснованные суровые «приговоры». Так в Севастополе была установлена советская власть. Чудом переживший расправу лейтенант А. Ф. Ульянов писал позднее: «Никто не думал, что, живя в Севастополе, мы находимся в клетке с кровожадными зверями…». Всего было убито 128 офицеров — 8 армейских и 120 флотских, и это было только начало исчисления жертв красного террора в Севастополе и в Крыму. Именно эти события кем-то из начитанных свидетелей были названы «Варфоломеевские ночи». Это название сразу прижилось в матросской среде и вошло в повседневный обиход не только в Крыму, но и на всём пространстве бывшей Российской империи. Вскоре, однако, появился более «русифицированный» термин — «еремеевские ночи».
В эти дни случались примеры противоположных действий матросов. Так, командир эсминца «Беспокойный» Яков Шрамченко и ещё три офицера с этого корабля были спасены из арестантского дома благодаря ходатайству судового комитета. Матросы штаба Минной бригады явились вооружёнными в арестантский дом и силой увели оттуда 2-го флагманского минёра лейтенанта Трейдлера и флагманского штурмана бригады лейтенанта Ульянина, сразу же переодев их в матросскую форму. Но такие действия были редкостью. С бессильным протестом против бессудных расправ выступили жители Севастополя. Новые советские власти (в переизбранном Севастопольском совете абсолютное большинство было у большевиков, левых эсеров и примкнувших к ним беспартийных) на словах осудили самочинные расправы, но на деле даже не провели никакого расследования и никто не понёс наказания.

### Вспышка насилия в феврале 1918 года
12 (25) января 1918 года Севастопольский совет, Черноморский центрофлот, Совет крестьянских депутатов, представители городского самоуправления, социалистических партий и судовых комитетов всех кораблей на совместном заседании приняли решение о создании Военно-революционного штаба для борьбы с «контрреволюцией». Как было сказано в резолюции заседания: «Севастополь не остановится ни перед какими средствами для того, чтобы довести дело революции до победного конца».
К концу января 1918 года финансовая жизнь на полуострове пришла в полный упадок. Крымская казна была пуста. Рабочим, морякам флота и служащим было нечем платить заработную плату, не на что закупать продовольствие и прочее. Большевистские ревкомы, которым де-факто принадлежала власть, решили применить «контрибуции» — определённые и громадные суммы, которые в весьма ограниченный срок должны были вносить в пользу советов поименованные ими лица, отдельные социальные группы («буржуи»), целые административные единицы. Севастопольская буржуазия была обложена 10 миллионами рублей. Внести такую огромную сумму было физически невозможно. Тогда стали брать заложников как гарантов исполнения контрибуции, из числа родственников тех, кто должен был её вносить. Невыполнение контрибуций послужило поводом к событиям, описанным ниже.
14 февраля 1918 года в Севастополь были доставлены тела 27 матросов погибших в боях на Дону. В городе был объявлен всеобщий траур и отменены все увеселительные мероприятия. Похороны, прошедшие на следующий день, вылились в демонстрацию ненависти к «контрреволюции». Непосредственным толчком к новому витку террора послужил декрет Совета народных комиссаров «Социалистическое отечество в опасности!», от 21 февраля 1918 года в связи с началом германского наступления на разрушенном демобилизацией Русской армии Восточном фронте. Декрет возвращал смертную казнь, отменённую II съездом Советов. Причём правом бессудного расстрела наделялись красногвардейцы. Вот характерные выдержки: «6) В эти батальоны должны быть включены все трудоспособные члены буржуазного класса, мужчины и женщины, под надзором красногвардейцев; сопротивляющихся — расстреливать.… 8) Неприятельские агенты, контрреволюционные агитаторы, германские шпионы расстреливаются на месте преступления». Был получен приказ главковерха Н. В. Крыленко о всеобщей мобилизации для отпора начавшемуся наступлению германских войск. В дополнение к общероссийским декрету и приказу, широко растиражированным советской печатью Крыма, Черноморскому Центрофлоту пришла отдельная телеграмма от члена коллегии народного комиссариата по морским делам Ф. Ф. Раскольникова, которая предписывала «искать заговорщиков среди морских офицеров и немедленно задавить эту гидру». Декрет и телеграмма упали на подготовленную почву.
На кораблях флота прошли матросские митинги принимавшие самые крайние резолюции, «вплоть до поголовного истребления буржуазии». На общематросском митинге, проведённом на линкоре «Воля», была избрана 25-членная комиссия во главе с анархистами С. И. Романовским, С. Г. Шмаковым и Басовым. Всё это уже шло без ведома исполкома Севастопольского совета. В те дни в Севастополе отсутствовало самое высокое советское начальство — ещё накануне Н. И. Островская выехала в Москву (в Крым уже не вернулась), В. Б. Спиро и Ю. П. Гавен находились в других городах Крыма. Центрофлот ЧФ пытался протестовать, выпуская бессильные призывы остановить неконтролируемый террор, а после даже его осудив.
Вечером 21 февраля 1918 года в Севастопольский совет явился член комиссии Басов и потребовал выделить автомобили. Ему было отказано. Он бросил уходя: «Не хотите — не надо. Мы сами это сделаем. А вас знать больше не хотим». На Каменной пристани собралось 2500—3000 вооружённых матросов. Разбившись на отряды, под лозунгами «Смерть контрреволюции и буржуям!», они двинулись в город проверять документы, обыскивать, грабить, убивать. Жертв забирали из домов под предлогом вызова в Севастопольский совет или под предлогом, что объявлена поголовная мобилизация в связи с германским наступлением. Убивали целые семьи — так на собственной даче был убит участник обороны Порт-Артура отставной контр-адмирал Н. А. Сакс, его жена Л. Н. Сакс, дочь Ольга (21 года) и сын Николай (15 лет). Убийства были отягощены тем, что совершались нетрезвыми матросами — очевидец вспоминал: «напились и стали резать женщин и детей» — и сопровождались грабежами и мародёрством.
Вот типичные случаи: у полковника Я. И. Быкадорова нашли миниатюру Николая Второго, исполненную его супругой — убили на месте; только вернувшийся домой в Севастополь с Кавказского фронта командир конного полка В. А. Эрт(г)ель был замучен, несмотря на объяснения, что он не принадлежал к Севастопольскому гарнизону — перед расстрелом он попросил завязать ему глаза. «— Вот мы тебе их завяжем!…» — сказал один из матросов и штыком выколол несчастному глаза, труп его три дня валялся на улице и жене запрещали его забрать. По некоторым оценкам, возможно завышенным, в эту ночь было убито до 250 севастопольцев, в основном офицеров. Убивали всех, даже тех, против кого не было выдвинуто каких бы то ни было обвинений и тех, кто были избраны на должности своими командами.
По мнению историка В. В. Крестьянникова характерно прошение вдовы заведующего пристрелочной станцией Н. Г. Ризенкампф: 

Ночью 22/9 февраля с. г. ко мне в квартиру явилось несколько вооружённых в форме матросов и приказали моему мужу Анатолию Григорьевичу Ризенкампфу, вместе с моим зятем Георгием Ефимовичем Марковым (мичман с Подводной бригады) и племянником Анатолием Александровичем Ризенкампфом (армейский прапорщик) идти с ними в Совет Военных и Рабочих депутатов. На следующий день я узнала, что мой муж, зять и племянник в Совет не приводились, а были расстреляны у ворот Исторического бульвара, причём муж и зять были убиты на смерть, а племянник тяжело ранен и на его выздоровление надежд очень мало (умер 7/20.03.1918). После этой ужасной ночи, я осталась вдовой с тремя детьми из них две дочери ещё в гимназии, а третья осталась вдовой пробыв замужем за Георгием Ефимовичем Марковым только пять дней.
На прошении имеется ходатайство команды пристрелочной станции, на которой служил убитый: «… мы комитет и вся команда, заявляем, что за всю его тридцатилетнюю службу с ним мы видели его самое гуманное отношение и никаких контрреволюционных поступков за ним никогда не замечали». На основании этих известных деталей историк сделал вывод, что единственная вина А. Г. Ризенкампфа состояла в том, что он был русским офицером.
23 февраля 1918 года жертвами террора стали заложники, не сумевшие выплатить контрибуцию. Всех их собрали в помещении Севастопольского совета. Матрос Беляев, ставший членом образованного «организационно-сортировочного комитета», призванного вершить судьбу заложников, так описывал происходившее: «Матросов было много, 3000 человек. Все они заняли улицы города, сам город был оцеплен так, чтобы никто не убежал. Я не знаю, как они, а я арестовывал и приводил в Совет, но Совет от арестованных отказывался … там были и офицеры, священник, и так, просто разные, кто попало. Там были совсем старые, больные старики. Половина матросов требовали уничтожить их. …Людей было много, были и доктора, была уже полная зала. …Никто не знал ни арестованных, ни того, за что их арестовали. …Пришла шайка матросов и требовала отдачи…». Те из числа заложников, кому не посчастливилось быть судимым «комитетом» и кто был выдан матросам, все были убиты. «Комитет» же, со слов Беляева, прилагал усилия что бы спасти ни в чём не виновных людей. Другой очевидец, чудом избежавший казни, В. А. Лидзорь, так же указывал, что больше всего было шансов уцелеть у тех, кто подвергался хоть какому-нибудь «суду» — «суды» выносили приговоры с наказаниями от заключения на срок от одного месяца до расстрела. Но подобные «формальности» были скорее исключением — как правило матросы просто убивали своих жертв безо всяких разбирательств.
В ту ночь в Севастополе убивали везде. Матросы явились в севастопольскую тюрьму и забрали у тюремщиков около восьмидесяти заключённых, в том числе муфтия Ч. Челеби, контр-адмирала Н. Г. Львова, которые все были казнены. Когда комиссар тюрьмы связался по телефону с Советом испрашивая как поступить с требованием матросов, Совет ответил: «…выдавать, кого потребуют матросы»!
Родственникам трупы не выдавали. Тела убитых собирали по всему городу специально назначенные грузовые автомобили, которые свозили все трупы на Графскую пристань. Там трупы грузили на баржи и вывозили в открытое море, где и выбрасывали за борт, привязав к ногам груз. И долго ещё во время штормов море выбрасывало трупы на берег..
1. Антонов А. А. (11.06.1868-23.02,1918) — капитан I ранга.
2. Баль Е. Л. (13.12.1892-23.02.1918) — мичман.
3. Богданов С. Н. (29.09.1890-23.02.1918) — лейтенант.
4. Бронштейн Г. А. — общественный деятель.
5. Быкадоров Я. И. (−23.02.1918) — полковник пограничной стражи.
6. Васильев П. ( — 23.02.1918) — инженер-технолог.
7. Васильковский С. Ф. (27.07.1860-23.02.1918) — вице-адмирал.
8. Вышемирский — офицер
9. Бахтин Б. В. (31.01.1882 −23.02.1918) — капитан 2 ранга.
10. Габовский Р. А. — офицер.
11. Гаврилов — офицер.
12. Гестеско Е. Е. (31.12.1868 — 23.02,1918) — капитан I ранга.
13. Гидалевич А. Я. (−23.02.1918) — член торгово-промышленного комитета Севастополя, купец I гильдии, известный в городе благотворитель.
14. Дефабр И. И. (4.07.1868 — 23.02.1918) — генерал-майор корпуса гидрографов.
15. Долин Г. П. (−23.02.1918) — городской архитектор.
16. Доценко И. Н. (23.06.1870 −23.02.1918) — подпоручик по адмиралтейству.
17. Жирар С. И. (−23.02.1918) — отставной подполковник.
18. Зиновьев А. (−23.02.1913) — подполковник.
19. Иванович Н. А. (1878-23.02.1918) — поручик, морской лётчик.
20. Ильяшенко В. (−23.02.1918) — штабс-капитан.
21. Иофе (Иоффе) (−23.02.1918) — купец.
22. Коган М. А. (−23.02.1918) — купец, «…человек, который всю жизнь свою провёл в упорном труде и нужде», благотворитель.
23. Казас А. С. (−24.02.1918) — купец.
24. Казас М. М. ( — 23.02.1918) — прапорщик, художник.
25. Кальбус (−23.02.1918) — прапорщик по адмиралтейству.
26. Карказ Ф. Ф. (5.03.1868—23.02.1918) — отставной капитан I ранга.
27. Квятковский А. Ф. — гражданский.
28. Кессельман А. И. (−23.02.1918) — купец.
29. Кефели (−23.02.1918) — купец.
30. Китросер — гражданский.
31. Книжников (−25.02.1918) — содержатель дома терпимости.
32. Ланге К. Х. ( — 24.02.1918) — отставной флота генерал-майор.
33. Литвинов Д. Ф. (14.08.1886-23.02.1918) — лейтенант.
34. Львов Н. Г. (22.05.1869-23.02.1918) — контр-адмирал.
35. Маврокордато — князь, офицер.
36. Марков Г. Е. (−23.02.1918) — мичман.
37. Милашевич Н. И. (1857-23.02.1918) — отставной генерал-майор.
38. Мищенко — офицер.
39. Мясников — гражданский.
40. Мохонько (−23.02.1918) булочник.
41. Насакин — офицер.
42. Неофит А. Х. (−23.02.1918) — купец.
43. Неофит И. Х. (−23.02.1918) — купец.
44. Новицкий Л. Ф (20.10.1862-23.02.1918) — коллежский регистратор, лекарский помощник.
45. Орлов П. С. — офицер.
46. Островерхов М. Е ( — 23.02.1918) — купец, член Торгово-промышленного комитета Севастополя[9].
47. Плотников Н. И. (9.12.1867-23.02.1918) — капитан по адмиралтейству.
48. Побережский Д. А. (−23.02.1918) — купец, поклонник лейтенанта Шмидта, много сделавший для увековечивания его памяти.
49. Пожаров П. С. (−25.02.1918) — купец.
50. Попов 2-й К. Н. (6.03.1867-24.02.1918) — и-м капитан I ранга.
51. Прик И. Е. (−23.02.1918) — купец.
52. Прокофьев Г. К. (8.04.1892-23.02.1918) — лейтенант.
53. фон Ризенкампф А. А. (−23.02.1918) — прапорщик.
54. фон Ризенкампф А. Е. (14.04.1868—23.02.1918) — капитан I ранга
55. Робаков (Рыбаков) (−23.02.1918) — купец
56. Сакс Н. А. (1861-23.02.1918) — отставной контр-адмирал
57. Сакс Л. И. (18/1-23.02.1918) — жена адмирала
58. Сакс О. Н. (1898-23.02.1918) — дочь адмирала
59. Сакс Н. Н. (1906-23.02.1918) — сын адмирала
60. Савченко И. М. (−23.02.1918) — подполковник.
61. Синица Л. (−23.02.1918) — бывший городовой (палач).
62. Сухорепов А. М. ( — 23.02.1918) — бывший помощник полицмейстера.
63. Тихов И. П. (30.09.1891-23.02.1918) — лейтенант.
64. Томашевич А. А. (−23.02.1918) — лейтенант[9].
65. Траутман И. (−23.02.1918) — полковник.
66. Фастовский — гражданский.
67. Харченко Ф. И. (−22.02.1918) — купец, член торгово-промышленного комитета Севастополя[9].
68. Харченко (−23.02.1918) — купец.
69. Цвингман И. Г. (19.05.1865-23.02.1918) — капитан 2 ранга.
70. Целицо Л. (−23.02.1918) — мичман.
71. Цинин (−23.02.1918) — мичман.
72. Челебиев Г. (1885 — 23.02.1918) — муфтий.
73. Шапкин И. А. (−23.02.1918) — капитан.
74. Шварцман И. А. (−23.02.1918) — купец.
75. Шепелев (−23.02.1918) — мичман.
76. Отец М. Шифранов (Чефранов) (−23.02.1918) — священник.
77. Шперяинг Н. А. (9.09.1866-23.02.1918) — полковник по адмиралтейству.
78. Шульмам Л. М. ( — 25.02.1918) — купец, член Торгово-промышленного комитета Севастополя[9].
79. Эртель (Эргель) В. А. (−23.02.1918) — полковник.
80. Юдковокий (−23.02.1918) — мичман.
81. Юрьев (−23.02.1918) — домовладелец.
82. Юрьевич И. И. (−23.02.1918) — мичман.
83. Яковлев 4-й А. А. (30.11.1879-23.02.1918) — капитан 2 ранга.
84. Яновский Ф. Г. (12.08.1857 — 23.02.1918) — полковник по адмиралтейству.

По разным оценкам, за три ночи террора было убито от 600 до 700 человек. Очевидцы событий среди основных организаторов террора называли большевика В. В. Роменца, анархиста А. В. Мокроусова и левого эсера В. Б. Спиро. Как и ранее, бессудные убийства сопровождались грабежами. Так квартира убитого члена торгово-промышленного комитета Гидалевича в ходе «обыска» была ограблена, в том числе пропала коллекция античных монет, представлявшая значительную музейную ценность.
Вакханалию трёхдневных убийств прервали севастопольские рабочие, которые своим вооружённым вмешательством пресекли дальнейшие расправы. Свидетель событий, один из лидеров крымских кадетов Д. С. Пасманик, писал впоследствии, что рабочие «смотрели на революцию очень прозрачно: она должна была им доставить непосредственные выгоды, но не больше. Увеличение зарплаты, короткий рабочий день, захват буржуазных квартир, раздел имущества буржуев, но не убийства и издевательства. При этом, поскольку рабочие были местными людьми, они высказывали благодарность по отношению к тем из буржуев, которые обращались с ними хорошо в прежние времена». Рабочие Севастополя осудили беспомощную позицию Севастопольского совета, потребовав провести его перевыборы.
События, произошедшие утром 24 февраля 1918 года, поразили севастопольцев не меньше, чем сами расправы: утром по городу торжественным маршем под звуки оркестров и под развевающимися знамёнами прошли ряды матросов. Начались митинги. С трибун ораторы прославляли убийц, оправдывали убийства и призывали и дальше «бить буржуя». Очевидец вспоминал: «Более ужасных минут Севастополь не переживал. Перед этим шествием торжествующего убийцы, перед этим радостно громкими звуками победных маршей померкли ужасы ночи и заглохли выстрелы расстрелов, ибо здесь всенародно как бы узаконивалось то, что было совершено 12 часов назад».
Но нашёлся смельчак, который не побоялся во всеуслышание осудить бессудные убийства, — на митинге на Графской площади матрос Розенцвейг, еврей-стекольщик из Симферополя, призванный на флот в годы войны, обращаясь к многотысячной толпе, назвал «убийство — убийством, грабёж — грабежом». Его выступление вызвало возмущение матросов. Оратору чудом удалось избежать расправы озверевшей толпы.
Проходивший в Севастополе как раз в дни террора 2-й Общечерноморский съезд был вынужден заняться рассмотрением кровавых событий. Хотя съезд и вынес осуждающую «гнусное дело» резолюцию, но даже в этом делегаты не были единодушны и нашлись среди них те, кто защищал произошедшие убийства. Так член Севастопольского совета Рябоконь заявил в своём выступлении: «Это сделал весь трудовой народ. Всю буржуазию надо расстрелять. Теперь мы сильны, вот и режем. Какая же это революция, если не резать буржуев?» Историки Зарубины назвали выступления свидетелей и участников бессудных расправ «инфантильными», а саму резолюцию съезда «запоздалой» и «циничной». Наказания никто не понёс, лишь только был отстранён от должности председатель Центрофлота С. И. Романовский. Ознакомившись с резолюцией 2-го Общечерноморского съезда, судовые команды в основной своей массе осудили вспышки террора, но были и исключения: так, матросы линкора «Воля» вынесли резолюцию, что «виноватых в этих событиях не должно быть, а если их будут предавать суду, мы выступим в их защиту», а команда базы минной бригады напомнила, что «молодцы-балтийцы уничтожали подспорье царизма ещё в первые дни революции», и полностью оправдала бессудные убийства.

## Террор конца 1920—1921 годов
Белый Севастополь пал 15 ноября 1920 года. В город вошли части 51-й стрелковой дивизии под командованием В. К. Блюхера и 1-й Конной армии С. М. Будённого. Очевидцы вспоминали что первым на улицы города въехал бронеавтомобиль размером с двухпалубный автобус. Автомобиля такого огромного размера ранее никто в Севастополе не видел. Запомнился он и своим названием: «Из нескольких бойниц смотрели тонкие стволы пулемётов, они то и дело давали очереди в воздух, по-видимому, для острастки. Но самое страшное было не в этом. Броня этого фургона была выкрашена в цвет хаки и в нескольких местах украшена красными пятиконечными звёздами, а вдоль корпуса большими красными буквами было написано „Антихрист“». Массовые аресты и казни начались уже на следующий день — 16 ноября и продолжались длительное время. Приморский и Исторический бульвары, Нахимовский проспект, Большая Морская и Екатерининская улицы были увешаны трупами. Вешали на фонарях, на столбах, на деревьях и даже на памятниках. Офицеров вешали в форме и при погонах. Невоенных вешали полураздетыми. В начале арестовывали всех очевидных «вражеских элементов», то есть военнослужащих Русской армии, затем пришла очередь так называемых «эксплуататорских классов» и просто всех подозрительных лиц. Аресты сопровождались массовыми обысками и изъятием имущества арестованных и их семей.
17 ноября 1920 года был опубликован Приказ Крымревкома № 4 об обязательной регистрации в трёхдневный срок иностранцев, лиц прибывших в Крым в периоды отсутствия там советской власти, офицеров, чиновников и солдат армии Врангеля. В указанные в приказе сроки в Севастополе зарегистрировалось около трёх тысяч офицеров.
Розалия Землячка заявила: «Жалко на них тратить патроны, топить их в море». И людей, экономя патроны, топили в море. Расстрельным командам выдавали патроны из расчёта только по одному патрону на одного казнимого. Если убить первой пулей не удавалось, то жертв добивали прикладами, камнями или штыками. Расстрелы производились за городом на территории усадьбы бывшего городского головы Севастополя А. А. Максимова — «Максимовой дачи», ставшей настоящей братской могилой для сотен людей — только за первую неделю после установления советской власти тут было расстреляно более 8000 человек. Чаще всего расстрелы происходили у каменной стены рядом с прямоугольным бассейном парка. Приговорённых к смерти заставляли рыть себе могилы. После казни палачи часто заходили к главному виноделу Максимова А. Я. Костенко выпить у него вина. Помимо Максимовой дачи, расстрелы проходили на Английском, Французском и Городском кладбищах.
Вслед за регистрацией пошли облавы — в Севастополе во время их проведения было задержано 6000 человек, из которых было отпущено 700, расстреляно — 2000, остальные помещены в концентрационные лагеря. Концлагерей в Севастополе было создано несколько. Один из них был расположен прямо в центре города, в месте, которое выбрали для своего размещения особый отдел 51-й армии, и сменивший его Особый отдел 46-й дивизии — они заняли три четверти городского квартала, ограниченного Екатерининской и Пушкинской улицами, между Вокзальным и Трамвайным спусками. Свидетель происходивших в те дни событий А. Л. Сапожников вспоминал:

Подвальные окна и часть окон первых этажей были забиты, заборы внутри квартала разобраны — получился большой двор. Кроме того, по периметру занятых зданий тротуары были отделены от мостовой двух-трёхметровым проволочным заграждением и представляли собой этакие загоны. Вот сюда и привели этих несколько тысяч несчастных, на что-то ещё надеявшихся. Конечно, они были …бывшими, но совершенно безобидными, наивными и беспомощными. Непримиримые, ведь очевидно, что ушли со Врангелем. А эти оставшиеся могли бы ещё долго жить да жить на родной земле, могли честно ей служить и приносить пользу. Но, нет, — им была уготована другая доля. Первую ночь и день они стояли в загонах и дворах, как сельди в бочке — я это видел собственными глазами, потом в течение двух дней их… не стало, и проволочную изгородь сняли.
Концлагеря однако просуществовали не долго, так как участь их контингента была решена в основном к весне 1921 года. В Севастополе дольше других просуществовал Севастопольский концентрационный исправительно-трудовой лагерь, организованный 1 января 1921 года в Херсонесском Свято-Владимирском монастыре. Расстрелы узников концлагеря проводились в Херсонесе, неподалёку от башни Зенона. К апрелю 1921 г. здесь отбывали наказание 150 человек. Работа лагеря строилась по принципу самоокупаемости, сами заключённые, работавшие в разнообразных мастерских, должны были зарабатывать на нужды лагеря. Лагерь был закрыт в июле-августе 1921 года.
Репрессии коснулись не только «социально чуждых», но и самих представителей «пролетариата» — было казнено около 500 севастопольских портовых рабочих за то, что они обеспечивали погрузку на корабли во время эвакуации белых.
Военный юрист Л. М. Абраменко, работавший с архивными делами репрессированных, хранящихся в Киевских архивах, обратил внимание на то, что среди репрессированных в Севастополе встречается заметно много красноармейцев и командиров Красной армии. Это были офицеры и солдаты, служившие какое-то время тому назад в Белой армии, а потом, ещё задолго до ликвидации врангелевского фронта, перешедшие на сторону красных. Хотя они честно служили в Красной армии чекисты не могли простить им службы у белых. В процессе постоянных чисток Красной армии работники особых отделов выявляли «бывших» — военнослужащих Императорской или белых армий, военных чиновников и другие категории, а затем под любым предлогом выносили им расстрельные приговоры.
В Севастопольской ЧК нередкими были случаи злоупотребления служебным положением и даже куда более серьёзные проступки — некоторые чекисты занимались откровенным разбоем. Нужно отдать должное, что с этим боролись и принимали жёсткие меры — коллегия Севастопольской ЧК была привлечена к уголовной ответственности.

### Оценки количества жертв
Массовые убийства достигли своего апогея в период с конца ноября 1920 по март 1921 годов и продолжались, по меньшей мере, до мая 1921 года. Затем волна террора стала понемногу спадать, сойдя на нет к ноябрю 1921 года. По данным историков С. В. Волкова и Ю. Г. Фельштинского, почерпнутым из официальных советских источников, в Севастополе было казнено около 12 000 человек. По другим данным только за первую неделю казней в Севастополе и Балаклаве было убито 29 000 человек.

## Память
В 1989 году велись переговоры с Русской зарубежной церковью об установлении часовни в память об убитых в дни террора. Проект осуществить не удалось. 15 ноября 1995 года, в рамках Недели памяти, посвящённой 75-летию окончания Гражданской войны, недалеко от Максимовой дачи было освящено место возведения памятника всем казнённым в те годы и установлен закладной камень. Проект памятника был разработан под руководством архитектора Георгия Григорьянца. Памятный знак был задуман в виде величественного креста, стоящего рядом с двумя каменными плитами — красной и белой, как символ примирения. Проект остался нереализованным. На закладном камне, представляющем собой валун горной породы, установлена мемориальная доска с надписью: «Они пали, любя Россию, в братоубийственной гражданской войне 1917—1920 гг.» В 2010 году, в дни 90-летия окончания Гражданской войны на Юге России, на этом же месте был установлен «крест примирения». Автором проекта был тот же архитектор Григорий Григорьянц. Кроме креста примирения планируется обустроить мемориальный сквер и часовню. В нижнем уровне будет размещён мемориальный музей, где в граните будут выбиты фамилии всех убитых.

## В культуре
Расправе над офицерами на Малаховом кургане в декабре 1917 года посвящено стихотворение Анны Ахматовой «Для того ль тебя носила…» из сборника стихов «Белая стая».
В документальном телевизионном цикле Севастопольские рассказы, вышедшим на экраны в 2010 году, восьмая серия «Красные на Чёрном» посвящена крымским событиям зимы 1917—1918 годов, а десятая серия «Разрыв» — событиям зимы 1920—1921 годов.